# Pantanal boliviano

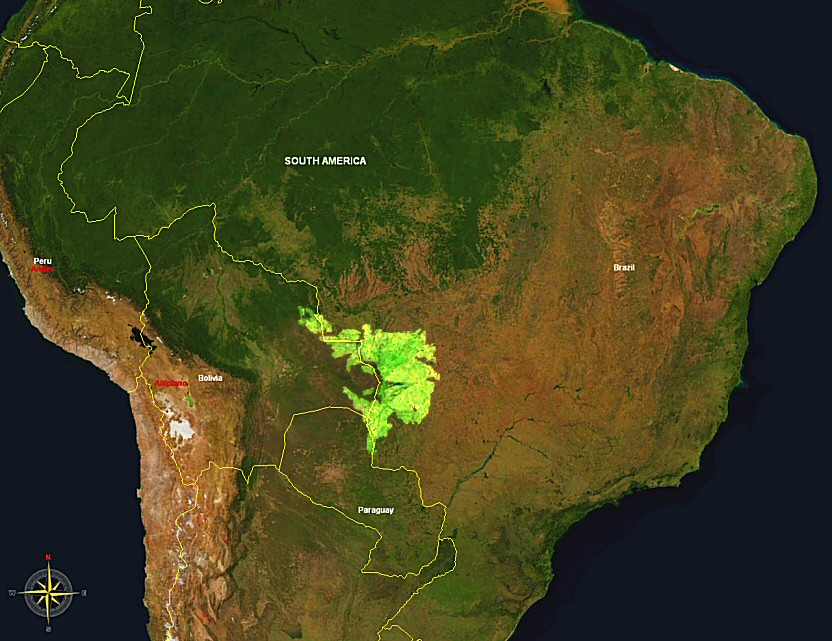
Cobertura del Pantanal en Brasil, Bolivia, Paraguay.

El pantanal boliviano es la parte boliviana del Gran Pantanal (humedal más extenso del planeta), repartido entre Brasil, Paraguay y Bolivia, ocupando una superficie de unos 31.898,88 km². Tiene una gran importancia ecológica ya que es un mosaico altamente complejo y temporalmente dinámico de lagos, lagunas, pantanos, ríos, sabanas inundadas, palmares, bosques secos y cerrados. Fuente primordial del río Paraguay, es hábitat de cantidades asombrosas de especies vegetales y de peces, aves y grandes mamíferos. 
En el sitio está también el bosque Chiquitano, una gran superficie del bosque seco más intacto del mundo. Pertenece a la Región Biogeográfica Brasileño-Paranense. Desde el 2001 está integrado dentro del Convenio de Ramsar. Parte del Pantanal está protegido dentro del parque nacional Otuquis.

## Principales poblados
Las principales poblaciones bolivianas dentro del Pantanal son:
- Puerto Suárez (20.000 hab)
- Puerto Quijarro (17.000 hab)
- San Matías (10.000 hab)
- Puerto Busch (50 hab)